# Protopanderodontida
Ordre
Taxons de rang inférieur
- †Acanthodontidae
- †Drepanoistodontinae
- †Oneotodontidae
- †Protopanderodontidae

Les Protopanderodontida sont un ordre d'euconondontes (« vrais conodontes »).

## Description
Présents de 488.3 à 436.0 Ma.

## Phylogénie
▲

 └─o Conodonta (éteint)

     ├─? Paraconodontida (éteint)

     └─o Euconodonta (éteint)

         ├─o Proconodontida (éteint)

         └─o Conodonti (éteint)

             ├─o Protopanderodontida (éteint)

             └─o Prioniodontida (éteint)

Les Protopanderodontida forment le taxon frère des Prioniodontida (ou « conodontes complexes ») au sein des Conodonti et de l'infra-classe des Euconodonta ou « conodontes vrais ».